# Проетт
Проетт (V век) — святой, епископ Имолы (446 — около 483). День памяти — 6 мая.
Святой Проетт (Proietto) родился в Корнилиевом форуме (современная Имола). Он был учеником Корнилия, наряду с Донатом и Петром Хрисологом.
После избрания Петра епископом Равенны, святой Проетт был поставлен Корнилием в архидиаконы. После кончины святого Корнилия (446 год), Проетт сменил его в качестве епископа Имолы. Назначение было одобрено Петром Хрисологом, который пожелал поставить святого во епископы у себя в Равенне.
Святой Проетт скончался около 483 года и был похоронен в старом соборе. В 1208 году его мощи были перенесены в сегодняшний собор.
С именем святого Проетта связывают многочисленные чудеса.